# Sylescaptia ambarawae
Sylescaptia ambarawae är en fjärilsart som beskrevs av Van Eecke 1920. Sylescaptia ambarawae ingår i släktet Sylescaptia och familjen björnspinnare. Inga underarter finns listade i Catalogue of Life.